# George Gibbs (calciatore)
George Gibbs (Londra, 23 dicembre 1953) è un ex calciatore inglese, di ruolo difensore e centrocampista.

## Carriera
Gibbs in patria giocò nell'Erith & Belvedere. Nel 1974 si trasferisce negli Stati Uniti d'America, giocando inizialmente nel Vistula Garfield, viene ingaggiato dalla franchigia della NASL dei Rochester Lancers. Militò con i Lancers sino al 1975, non riuscendo mai a raggiungere i play off per l'assegnazione del titolo. 
Dopo un breve ritorno in patria in forza al Bath City, nel 1979 torna in America per giocare con i canadesi del Toronto Blizzard, sempre nella NASL. Miglior piazzamento ottenuto nelle due stagioni di militanza fu il raggiungimento degli ottavi di finale nella North American Soccer League 1979. 
Nella stagione 1981 passa ai Tulsa Roughnecks, con cui raggiunse gli ottavi di finale.
Nel 1984 viene ingaggiato dai Buffalo Storm, squadra militante nella USL, lega nata per sostituire la fallita NASL. Chiuse con gli Storm il campionato alle semifinali, eliminati dai futuri campioni del Ft. Lauderdale Sun.
Contemporaneamente al calcio, in America Gibbs si dedicò anche all'indoor soccer.